# النهضة الييدية

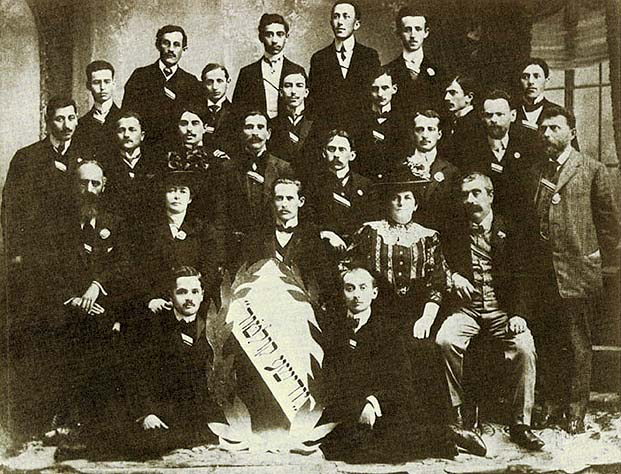
ועידת צ'רנוביץ.

النهضة الييدية (ايديشزيم), هي ايديولوجية التي ترى بتعزيز ورعاية للغة والثقافة الييدية. 
حيث أنها دعمت وساهمت في انجاح الثقافة والفن وغيرها من النشاطات الييدية. كان ظهورها هو أحد شروط الاعتراف باللهجة اليهودية-ألمانية كلغة بجد ذاتها. مارسها يهود أوروبا الشرقية في آواخر القرن التاسع عشر، واستمرت حتى منتصف القرن العشرون. ومن أشهر روادها مويخير سفوريم (1917-1836), بيرتز (1915-1852)، والأديب الكبير شالوم البخيم (1916-1859).  النهضة الييدية أثرت على البعد السياسي للحركة المطالية بالحكم الذاتي الكامل.
المصطلح «ايديشيزم» لا يصف الايديولوجية المنتظمة والواضحة، بل انها تطرقت لبعض المجالات التي يمكن أن تكون متناقضة أيضا:
«النهضة الايديولوجية»-كتبت تتيانة سولدط-يافا، «هي تشجيع ودعم لليديشية، الذي يدعم النشاط الميداني لديها... في واقغ الامر هناك عدد من تيارات أيديولوجية لغوية».
الجميع يتفق بانه يجب الاعتراف باللغة الييدية، بمركزها الرسمي، الحفاظ عليها وتطويرها وجعلها ثقافة.
من أشهر روادها يوشواع موردخاي (1829-1878), حيث أنه اعتبر اللغة الييدية كلغة بحد ذاتها. قام باقناع الكسندر هلوي، ان يصدر جريدة بعنوان «كول مبسير», كانت لديه شكوك لردود الفعل التي سيتلقاها من قبل القراء لانه لم بكتب بهذه اللغة.

كول مبسير، كانت الصحيفة الأولى لنشر اللغة الييدية، عام 1863 اصدر مقال بعنوان «الدرجات الاربعة» حيث أكد بها ان اللغة الييدية هي لغة مستقلة بالكامل واعتبر ان الييدية هي الرابط القوي بين اليهود والثقافات الأوروبية.

عام 1864 استمر مندلي بإصدار مقالات في كول مبسير، وكانت إحدى هذه المقالات «داس كلينع معنطشيلع» وكانت تشكل العمل الأول بالادب الييديشي. 

عام 1908, بدأت اللغة الييدية بالانهيار، نتيجة لتدمير وقتل الملايين من المتحدثون بها في الحروبات ومخرقة اليهود. لذلك أعلن أعضاء مؤتمر ييدي الذي عقد في مدينة شيرنوفيتز النمساوية ان اللغة الييدية تنهار وتحتاج إلى المساعدة والدعم، حيث أنها تعتبر مركز ومكانة لليهود.

رغم هجرة الكثير من اليهود إلى أمريكا الا ان حركة النهضة بقيت نشيطة جدا وأصبحت اللغة الييدية من أهم لغات العالم، ووصل عدد متحدثبنها إلى أكثر من 11 مليون شخص.
الايديولوجي الأول في النهضة الييدية هو، خاييم جيطلوبسكي، ظهر عندما هاجر إلى نيوروك عام 1904. بعكس بيريتز الذي اشتهر بالرومانسية ودوبنوب، حيث انهم عملوا لإقامة الحكم الذاتي القومي لليهود كجزء من روسيا الديموقراطية المستقبلية.
ودعا قطع الدين واليهودية الخصوصية. 
الييديش كاللغة العبرية شكلت كجزء أساسي للهوية اليهودية الاشكنازية بجميع انحاء العالم. في الولايات المتحدة أنشأت هوية جديدة التي تعتمد على اللغة الييدية والقيم الاشتراكية ودفع الدين. اللغة العبرية والصهيونية هي ما يميز يهود أمريكا.

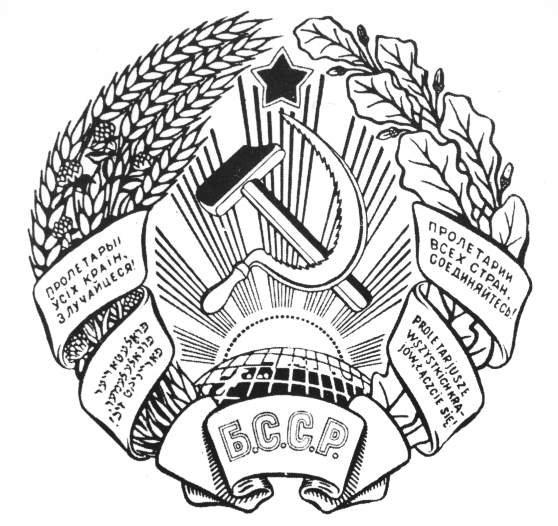
סמל בלארוס עד שנת 1937, עם הכיתוב «פועלי כל העולם התאחדו» בבלארוסית, ביידיש, ברוסית ובפולנית

واجه العلماء الييديشي-سوفياتي صعوبات لاثبات الجنسية الييديشية في الدول السوفييتية حتى أيام الحكم الذي دعم وشجع هذه اللغة.

عام 1908, بدأت اللغة الييدية بالانهيار، نتيجة لتدمير وقتل الملايين من المتحدثون بها في الحروبات ومخرقة اليهود. لذلك أعلن أعضاء مؤتمر ييدي الذي عقد في مدينة شيرنوفيتز النمساوية ان اللغة الييدية تنهار وتحتاج إلى المساعدة والدعم، حيث أنها تعتبر مركز ومكانة لليهود.